# Nhà hát Powszechny ở Łódź

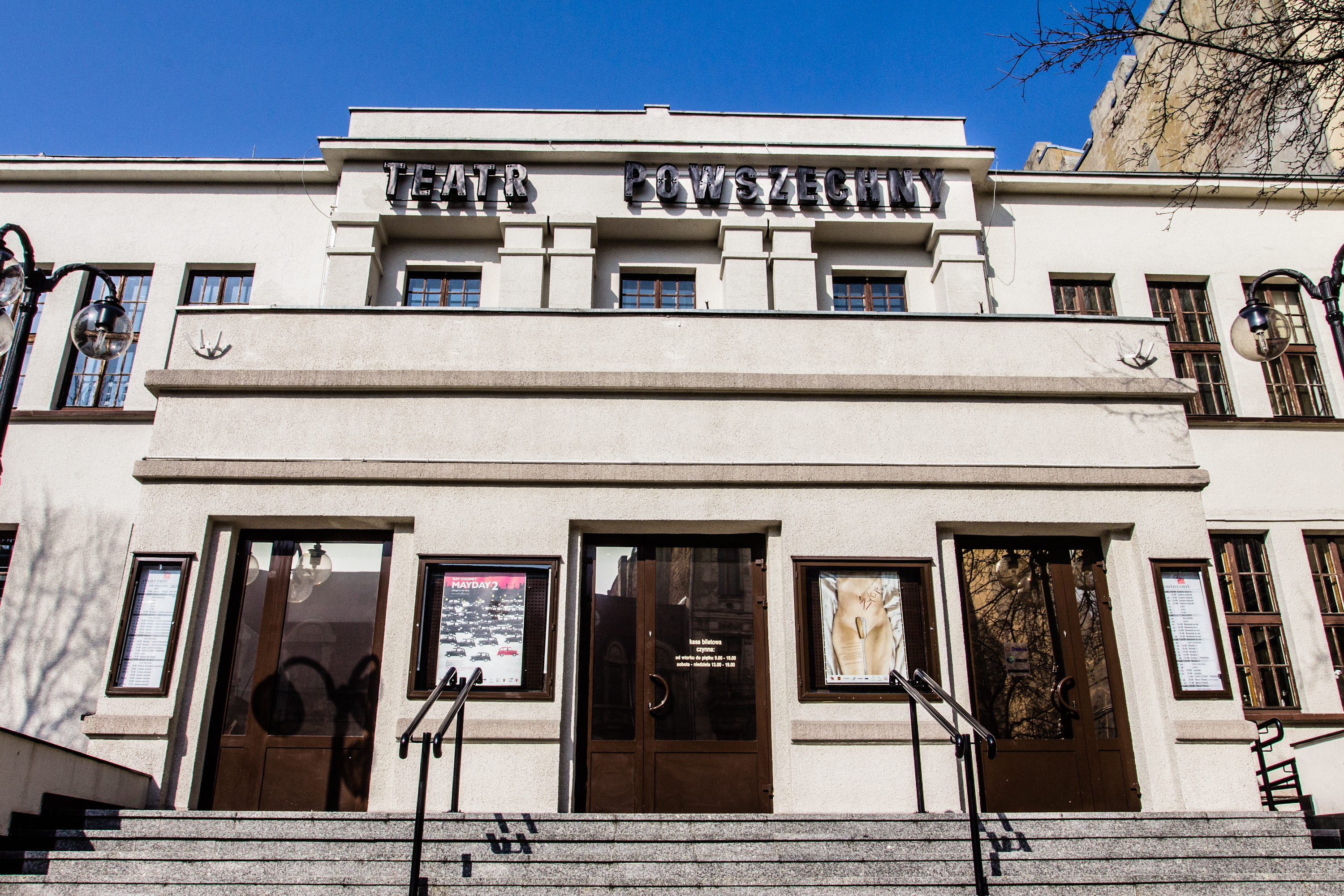
Mặt tiền Nhà hát Powszechny ở Łódź (2013)

Khán giả tại Liên hoan quốc tế về nghệ thuật dễ chịu và khó chịu lần thứ 25

Nhà hát Powszechny ở Łódź (tiếng Ba Lan: Teatr Powszechny w Łodzi) là một trong những nhà hát kịch nổi tiếng và lâu đời ở Łódź, Ba Lan. Nhà hát được thành lập vào năm 1945 và tọa lạc tại số 21 Phố Legionów, Łódź. Hiện nay, Ewa Pilawska là giám đốc Nhà hát Powszechny (từ ngày 13 tháng 10 năm 1995).
Mỗi năm, Nhà hát thực hiện hơn 400 buổi biểu diễn và thu hút khoảng 130.000 người đón xem. Bên cạnh các vở diễn thành công, đặc biệt là hài kịch, Nhà hát Powszechny ở Łódź còn tổ chức nhiều hội thảo, lớp hướng dẫn, sự kiện văn hóa và các hoạt động sân khấu độc đáo. Trong đó, Nhà hát là đơn vị tổ chức các chương trình ý nghĩa và lễ hội sân khấu nổi tiếng ở Łódź, chẳng hạn như:
- Liên hoan quốc tế về nghệ thuật dễ chịu và khó chịu (The International Festival of Pleasant and Unpleasant Arts): Được tổ chức từ năm 1994. Điểm đặc sắc của lễ hội này: Khán giả đóng vai trò là Ban giám khảo tại Liên hoan để chọn ra Nữ diễn viên chính xuất sắc nhất, Nam diễn viên chính xuất sắc nhất và Tiết mục xuất sắc nhất.[2]
- Trung tâm hài kịch Ba Lan: Mục đích của dự án là truyền cảm hứng, sáng tạo và phát triển các hình thức sân khấu thuộc thể loại hài kịch hiện đại ở Ba Lan.[3]
- Nhà hát dành cho người khiếm thị: Từ năm 2005. Đúng với tên gọi, đây chính là một chương trình mang ý nghĩa nhân văn sâu sắc.[4]

## Diễn viên sân khấu nổi tiếng
Dưới đây liệt kê các diễn viên sân khấu nổi tiếng hợp tác với Nhà hát Powszechny ở Łódź:
- Ewa Pilawska
- Małgorzata Goździk
- Magdalena Dratkiewicz
- Janusz German
- Marta Górecka
- Mirosław Henke
- Filip Jacak
- Andrzej Jakubas
- Marta Jarczewska
- Monika Kępka
- Jakub Kotyński
- Karolina Krawczyńska
- Jakub Kryształ
- Michał Lacheta
- Barbara Lauks
- Piotr Lauks
- Karolina Łukaszewicz
- Artur Majewski
- Adam Marjański
- Paulina Nadel
- Zofia Plewińska
- Barbara Połomska
- Jan Wojciech Poradowski
- Ewa Sonnenburg
- Marek Ślosarski
- Barbara Szcześniak
- Michał Szewczyk
- Arkadiusz Wójcik
- Magda Zając-Zawadzka
- Artur Zawadzki
- Beata Ziejka
- Zuzanna Zielińska